# Аккайын (Актюбинская область)
Аккайын (каз. Аққайың, до 2009 г. — Коминтерн) — село в Мартукском районе Актюбинской области Казахстана. Входит в состав Карачаевского сельского округа. Код КАТО — 154645300.

## Население
В 1999 году население села составляло 680 человек (339 мужчин и 341 женщина). По данным переписи 2009 года, в селе проживали 544 человека (283 мужчины и 261 женщина).